# Tshuapa (Provinz)
Koordinaten: 0° 42′ S, 21° 42′ O
Tshuapa ist eine Provinz in der Demokratischen Republik Kongo. Die Einwohnerzahl der Provinz betrug im Jahr 2015 1.600.000 Einwohner, die Hauptstadt ist Boende (33.765 Einwohner 2010).

## Geographie
Tshuapa liegt im nördlichen Zentrum des Landes. Es grenzt im Norden an die Provinz Mongala, im Osten an Tshopo, im Süden an Sankuru und Kasaï, im Südwesten an Mai-Ndombe und im Nordwesten an Équateur.

### Verwaltungsgliederung
Die Provinz unterteilt sich in die sechs Territorien Basankusu, Befale, Boende, Bokungu, Djolu, Ikela und Monkoto sowie die Stadt Boende.

## Geschichte
Seit 1966 war Tshuapa ein Distrikt der Provinz Équateur. Laut der 2005 angekündigten und 2011 abgesagten Verwaltungsreform sollte Équateur in fünf neue Provinzen aufgeteilt werden, darunter Tshuapa. Die Verwaltungsreform wurde mehrmals verschoben und 2011 abgesagt, schließlich 2015 doch umgesetzt und Tshuapa damit zur Provinz erhoben.